# Кумици
Кумици (рус. кумыки) су туркијски народ, који претежно живи у Русији, подручју источног Кавказа, уз доњи ток реке Терек, односно у Републици Дагестан, у којој чини 15% становништва, и у којој представља трећи народ по бројности, после Авара (29%) и Даргинаца (17%). Кумици су већином исламске вероисповести, а говоре кумичким језиком, који спада у туркијску групу алтајске породице језика. Баве се сточарством, пољопривредом, пчеларством и риболовом.
Укупно их има око 233.000. 